# Liste der Naturdenkmale im Landkreis Eichsfeld

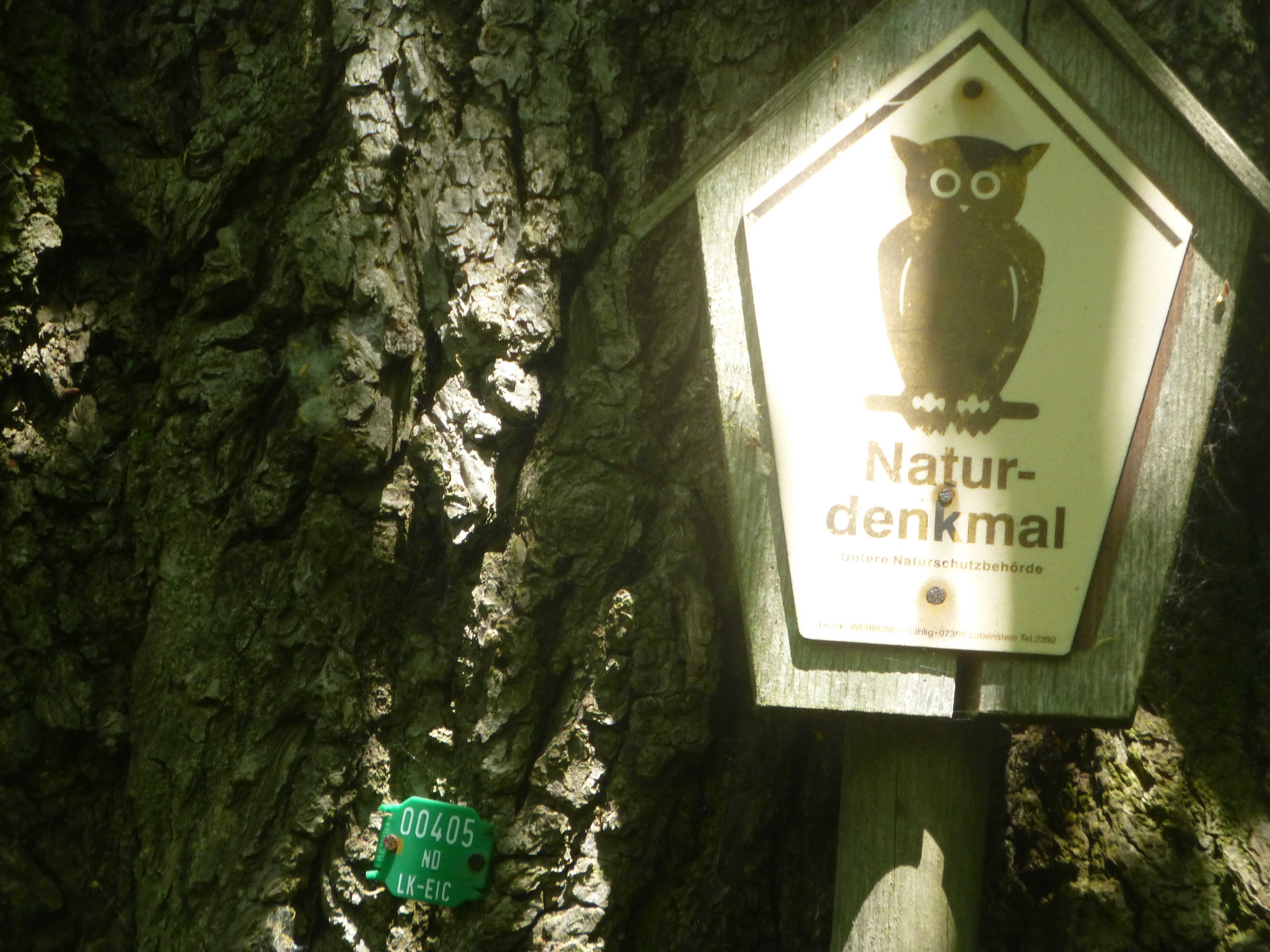
Linde als Naturdenkmal

In der Liste der Naturdenkmale im Landkreis Eichsfeld sind alle Naturdenkmale der Orte des thüringischen Landkreises Eichsfeld aufgelistet.

## Liste
| Nr. | Bezeichnung                                                         | Botanische Bezeichnung | Lage                             | Stadt, VG                                        | Gemarkung      | Beschreibung | Bild           |
| --- | ------------------------------------------------------------------- | --- | -------------------------------- | ------------------------------------------------ | -------------- | --- | -------------- |
| 001 | Linde an der L 3080                                                 | Winterlinde (Tilia cordata) | 51° 23′ 57,1″ N, 10° 19′ 51,2″ O | Leinefelde-Worbis                                | Breitenbach    | | Bild gesucht   |
| 002 | Allee Bodenstein (60 Altbäume)                                      | Winterlinde (Tilia cordata), Bergahorn (Acer pseudoplatanus), Spitzahorn (Acer platanoides), Feldulme (Ulmus minor), Rosskastanie (Aesculus hippocastanum), Gemeine Esche (Fraxinus excelsior) | 51° 27′ 2,9″ N, 10° 21′ 2,2″ O   | Leinefelde-Worbis                                | Kirchohmfeld   | | Bild gesucht   |
| 003 | Friedenseiche an der Ortsdurchfahrt                                 | Stieleiche (Quercus robur) | 51° 26′ 38,4″ N, 10° 21′ 37,8″ O | Leinefelde-Worbis                                | Kirchohmfeld   | | Bild gesucht   |
| 004 | Linde auf der Hardt                                                 | Winterlinde (Tilia cordata) | 51° 25′ 32,9″ N, 10° 22′ 4,8″ O  | Leinefelde-Worbis                                | Worbis         | | Bild gesucht   |
| 005 | 3 Linden vor der Burg Scharfenstein                                 | Sommerlinde (Tilia platyphyllos) | 51° 21′ 46,1″ N, 10° 16′ 2,6″ O  | Leinefelde-Worbis                                | Beuren         | | weitere Bilder |
| 006 | Linden-Eschen-Allee am Klostergut                                   | Sommerlinde (Tilia platyphyllos), Gemeine Esche (Fraxinus excelsior) | 51° 22′ 50,5″ N, 10° 16′ 0,8″ O  | Leinefelde-Worbis                                | Beuren         | | Bild gesucht   |
| 007 | 2 Linden am Stationsweg                                             | Sommerlinde (Tilia platyphyllos) | 51° 22′ 53,4″ N, 10° 16′ 15,2″ O | Leinefelde-Worbis                                | Kloster Beuren | | Bild gesucht   |
| 008 | 12 Stieleichen in der Klosterstraße                                 | Stieleiche (Quercus robur) | 51° 22′ 49,8″ N, 10° 16′ 16,7″ O | Leinefelde-Worbis                                | Kloster Beuren | | Bild gesucht   |
| 009 | 3 Pyramideneichen beim Kloster                                      | Stieleiche (Quercus robur) | 51° 22′ 53″ N, 10° 16′ 18,5″ O   | Leinefelde-Worbis                                | Kloster Beuren | | Bild gesucht   |
| 010 | Linden-Kastanien-Allee                                              | Sommerlinde (Tilia platyphyllos), Rosskastanie (Aesculus hippocastanum) | 51° 21′ 45,7″ N, 10° 20′ 9,6″ O  | Leinefelde-Worbis                                | Birkungen      | | Bild gesucht   |
| 011 | Friedenseiche                                                       | Stieleiche (Quercus robur) | 51° 21′ 49″ N, 10° 20′ 10,7″ O   | Leinefelde-Worbis                                | Birkungen      | | Bild gesucht   |
| 012 | Angerlinde                                                          | Sommerlinde (Tilia platyphyllos) | 51° 23′ 9,2″ N, 10° 21′ 19,8″ O  | Leinefelde-Worbis                                | Breitenholz    | |                |
| 013 | Feldulme am ehemaligen Bahnübergang                                 | Feldulme (Ulmus minor) | 51° 19′ 24,2″ N, 10° 18′ 9,7″ O  | Dingelstädt                                      | Dingelstädt    | | Bild gesucht   |
| 014 | 11 Linden am Kerbschen Berg                                         | Winterlinde (Tilia cordata), Sommerlinde (Tilia platyphyllos) | 51° 18′ 52,2″ N, 10° 18′ 2,9″ O  | Dingelstädt                                      | Dingelstädt    | | weitere Bilder |
| 015 | Linde am Sportplatz                                                 | Winterlinde (Tilia cordata) | 51° 19′ 16,7″ N, 10° 18′ 50,4″ O | Dingelstädt                                      | Dingelstädt    | |                |
| 016 | Rotbuche in der Geschwister-Scholl-Straße 35                        | Rotbuche (Fagus sylvatica) | 51° 18′ 52,6″ N, 10° 18′ 55,1″ O | Dingelstädt                                      | Dingelstädt    | | Bild gesucht   |
| 017 | Linde an der L 1005 nach Kreuzebra                                  | Winterlinde (Tilia cordata) | 51° 19′ 59,2″ N, 10° 17′ 3,8″ O  | Dingelstädt                                      | Dingelstädt    | | Bild gesucht   |
| 018 | Linde am Melmenkreuz                                                | Winterlinde (Tilia cordata) | 51° 17′ 38,8″ N, 10° 18′ 58,7″ O | Dingelstädt                                      | Dingelstädt    | | Bild gesucht   |
| 019 | Linde am Wetterkreuz                                                | Winterlinde (Tilia cordata) | 51° 18′ 26,3″ N, 10° 21′ 6,1″ O  | Dingelstädt                                      | Silberhausen   | | Bild gesucht   |
| 020 | Linde am Wetterkreuz                                                | Sommerlinde (Tilia platyphyllos) | 51° 17′ 29,8″ N, 10° 20′ 35,9″ O | Dingelstädt                                      | Helmsdorf      | | Bild gesucht   |
| 021 | Isidorlinde östlich der Ortslage                                    | Winterlinde (Tilia cordata) | 51° 20′ 55,3″ N, 10° 18′ 49,7″ O | Leinefelde-Worbis                                | Kallmerode     | | weitere Bilder |
| 022 | Linde auf dem Rasen                                                 | Winterlinde (Tilia cordata) | 51° 18′ 55,8″ N, 10° 16′ 6,6″ O  | Dingelstädt                                      | Kefferhausen   | | Bild gesucht   |
| 023 | Linde an der Werdigshäuser Kapelle                                  | Sommerlinde (Tilia platyphyllos) | 51° 19′ 11,6″ N, 10° 14′ 59,6″ O | Dingelstädt                                      | Kefferhausen   | | weitere Bilder |
| 024 | Mehlbeerbaumallee (100 Altbäume)                                    | Schwedische Mehlbeere (Sorbus intermedia) | 51° 18′ 46,1″ N, 10° 14′ 19″ O   | Dingelstädt                                      | Kefferhausen   | | weitere Bilder |
| 025 | Linde auf dem Friedhof                                              | Sommerlinde (Tilia platyphyllos) | 51° 20′ 25,4″ N, 10° 15′ 18,7″ O | Dingelstädt                                      | Kreuzebra      | |                |
| 026 | 2 Linden auf dem oberen Angerberg                                   | Sommerlinde (Tilia platyphyllos) | 51° 20′ 27,6″ N, 10° 15′ 19,1″ O | Dingelstädt                                      | Kreuzebra      | |                |
| 027 | 2 Linden am unteren Angerberg                                       | Winterlinde (Tilia cordata) | 51° 20′ 29,4″ N, 10° 15′ 6,1″ O  | Dingelstädt                                      | Kreuzebra      | |                |
| 028 | Martinsbuche im Hegeholz                                            | Rotbuche (Fagus sylvatica) | 51° 21′ 14,8″ N, 10° 15′ 4″ O    | Dingelstädt                                      | Kreuzebra      | | Bild gesucht   |
| 029 | Unstrutquelle                                                       | gefasste Quelle | 51° 18′ 58,4″ N, 10° 16′ 34,7″ O | Dingelstädt                                      | Kefferhausen   | | weitere Bilder |
|     | Dingelstädt, OT Zella – Linde                                       | Sommerlinde (Tilia platyphyllos) | 51° 17′ 18,2″ N, 10° 22′ 26,8″ O | Dingelstädt                                      | Zella          | Etwa 24 m hoher Baum mit 4,20 m Umfang in der Ortslage an der Straße nach Gut Breitenbich. Seit 1941 geschützt.                                                                   | Bild gesucht   |
| 030 | Linde am Lindeyberg                                                 | Winterlinde (Tilia cordata) | 51° 24′ 8,6″ N, 10° 27′ 24,5″ O  | Verwaltungsgemeinschaft Eichsfeld-Wipperaue      | Bernterode     | | Bild gesucht   |
| 031 | Roteiche bei der Schule                                             | Roteiche (Quercus rubra) | 51° 24′ 37,4″ N, 10° 25′ 26,4″ O | Verwaltungsgemeinschaft Eichsfeld-Wipperaue      | Breitenworbis  | | Bild gesucht   |
| 032 | Linde an der Kapelle                                                | Sommerlinde (Tilia platyphyllos) | 51° 23′ 20,4″ N, 10° 23′ 31,2″ O | Verwaltungsgemeinschaft Eichsfeld-Wipperaue      | Gernrode       | | Bild gesucht   |
| 033 | Rotbuche auf dem Friedhof                                           | Rotbuche (Fagus sylvatica) | 51° 23′ 51,4″ N, 10° 23′ 52,4″ O | Verwaltungsgemeinschaft Eichsfeld-Wipperaue      | Gernrode       | | Bild gesucht   |
| 034 | Zieleiche an der L1014 nach Neustadt                                | Stieleiche (Quercus robur) | 51° 27′ 33,8″ N, 10° 27′ 30,2″ O | Verwaltungsgemeinschaft Eichsfeld-Wipperaue      | Haynrode       | | Bild gesucht   |
| 035 | Wurzelbuche am Waldrand nordwestlich der Ortslage                   | Rotbuche (Fagus sylvatica) | 51° 27′ 14″ N, 10° 26′ 21,8″ O   | Verwaltungsgemeinschaft Eichsfeld-Wipperaue      | Haynrode       | | Bild gesucht   |
| 036 | Angerlinden                                                         | Sommerlinde (Tilia platyphyllos) | 51° 26′ 43,1″ N, 10° 26′ 45,6″ O | Verwaltungsgemeinschaft Eichsfeld-Wipperaue      | Haynrode       | | weitere Bilder |
| 037 | 2 Linden am Rosenberg                                               | Winterlinde (Tilia cordata) | 51° 24′ 13″ N, 10° 22′ 52,3″ O   | Verwaltungsgemeinschaft Eichsfeld-Wipperaue      | Kirchworbis    | | Bild gesucht   |
| 038 | 2 Linden in der Feldschlagstraße                                    | Sommerlinde (Tilia platyphyllos) | 51° 29′ 40,6″ N, 10° 23′ 51,4″ O | Sonnenstein                                      | Holungen       | | Bild gesucht   |
| 039 | 2 Linden am Bildstock                                               | Sommerlinde (Tilia platyphyllos) | 51° 29′ 23,6″ N, 10° 23′ 47,4″ O | Sonnenstein                                      | Holungen       | | Bild gesucht   |
| 040 | Walnussbaumallee                                                    | Walnuss (Junglans regia) | 51° 33′ 51,8″ N, 10° 23′ 44,9″ O | Sonnenstein                                      | Silkerode      | | Bild gesucht   |
| 041 | 2 Goetheeichen                                                      | Stieleiche (Quercus robur) | 51° 34′ 28,2″ N, 10° 24′ 5,8″ O  | Sonnenstein                                      | Silkerode      | | weitere Bilder |
| 042 | Eiche am Hochbehälter                                               | Stieleiche (Quercus robur) | 51° 30′ 4,7″ N, 10° 30′ 10,1″ O  | Sonnenstein                                      | Steinrode      | | Bild gesucht   |
| 043 | Eiche am Anger                                                      | Stieleiche (Quercus robur) | 51° 33′ 55,8″ N, 10° 25′ 40,8″ O | Sonnenstein                                      | Bockelnhagen   | | Bild gesucht   |
| 044 | Eiche auf der Weide                                                 | Stieleiche (Quercus robur) | 51° 31′ 43″ N, 10° 22′ 47,3″ O   | Sonnenstein                                      | Jützenbach     | | Bild gesucht   |
| 045 | Ginkgo auf dem Grundstück Handt                                     | Ginkgo (Ginkgo biloba) | 51° 33′ 51,1″ N, 10° 25′ 11,6″ O | Sonnenstein                                      | Bockelnhagen   | | Bild gesucht   |
| 046 | 5 Bäume auf dem Klostergelände Gerode                               | Winterlinde (Tilia cordata), Esche (Fraxinus excelsior), Rosskastanie (Aesculus hippocastanum)                                                                                                 | 51° 31′ 15,2″ N, 10° 25′ 16″ O   | Sonnenstein                                      | Gerode         | | Bild gesucht   |
| 047 | Angerlinde auf dem Grundstück Aderhold                              | Winterlinde (Tilia cordata) | 51° 28′ 26,8″ N, 10° 28′ 59,5″ O | Am Ohmberg                                       | Großbodungen   | | Bild gesucht   |
| 048 | Friedenseiche im Kirchgrund                                         | Traubeneiche (Quercus petraea) | 51° 28′ 16″ N, 10° 28′ 53,4″ O   | Am Ohmberg                                       | Großbodungen   | | Bild gesucht   |
| 049 | Angerlinde                                                          | Sommerlinde (Tilia platyphyllos) | 51° 28′ 5,9″ N, 10° 28′ 4,8″ O   | Am Ohmberg                                       | Neustadt       | | weitere Bilder |
| 050 | Linde auf dem Friedhof                                              | Sommerlinde (Tilia platyphyllos) | 51° 21′ 16,9″ N, 10° 28′ 18,5″ O | Niederorschel                                    | Deuna          | | Bild gesucht   |
| 051 | Linde am Waldsborn                                                  | Sommerlinde (Tilia platyphyllos) | 51° 20′ 42,7″ N, 10° 28′ 9,1″ O  | Niederorschel                                    | Deuna          | | weitere Bilder |
| 052 | Eiche am Heidelberg                                                 | Traubeneiche (Quercus petraea) | 51° 22′ 41,9″ N, 10° 28′ 18,8″ O | Niederorschel                                    | Gerterode      | | Bild gesucht   |
| 053 | Eiche im Dorf                                                       | Stieleiche (Quercus robur) | 51° 22′ 41,2″ N, 10° 22′ 35″ O   | Niederorschel                                    | Hausen         | | Bild gesucht   |
| 054 | Eiche westlich der Straße nach Hüpstedt                             | Stieleiche (Quercus robur) | 51° 20′ 48,5″ N, 10° 21′ 38,9″ O | Niederorschel                                    | Reifenstein    | | Bild gesucht   |
| 055 | Eiche beim Hotel                                                    | Stieleiche (Quercus robur) | 51° 20′ 54,6″ N, 10° 21′ 14,8″ O | Niederorschel                                    | Reifenstein    | | Bild gesucht   |
| 056 | Pyramidenpappel auf dem Klostergelände                              | Säulenpappel (Populus nigra „Italica“) | 51° 20′ 49,9″ N, 10° 21′ 44,3″ O | Niederorschel                                    | Reifenstein    | |                |
| 057 | Allee auf dem Lindenplatz                                           | Hybridlinden | 51° 21′ 51,8″ N, 10° 25′ 24,6″ O | Niederorschel                                    | Niederorschel  | | Bild gesucht   |
| 058 | Friedenseiche an der Ortsdurchfahrt                                 | Stieleiche (Quercus robur) | 51° 20′ 55,3″ N, 10° 26′ 33″ O   | Niederorschel                                    | Rüdigershagen  | | Bild gesucht   |
| 059 | 2 Linden an der evangelischen Kirche                                | Sommerlinde (Tilia platyphyllos), Winterlinde (Tilia cordata) | 51° 20′ 33,4″ N, 9° 56′ 36,6″ O  | Verwaltungsgemeinschaft Hanstein-Rusteberg       | Bornhagen      | |                |
| 060 | Kastanie am Gut Rothenbach                                          | Rosskastanie (Aesculus hippocastanum) | 51° 19′ 58,8″ N, 9° 58′ 16,3″ O  | Verwaltungsgemeinschaft Hanstein-Rusteberg       | Gerbershausen  | |                |
| 061 | 2 Roteichen und 2 Linden am Hansteiner Friedhof                     | Roteiche (Quercus rubra), Sommerlinde (Tilia platyphyllos) | 51° 21′ 25,9″ N, 9° 59′ 1″ O     | Verwaltungsgemeinschaft Hanstein-Rusteberg       | Arenshausen    | | weitere Bilder |
| 062 | Eiche am Gut Rothenbach                                             | Stieleiche (Quercus robur) | 51° 19′ 53″ N, 9° 58′ 4,1″ O     | Verwaltungsgemeinschaft Hanstein-Rusteberg       | Gerbershausen  | |                |
| 063 | Linde am Erbbegräbnis                                               | Sommerlinde (Tilia platyphyllos) | 51° 20′ 3,1″ N, 9° 57′ 47,9″ O   | Verwaltungsgemeinschaft Hanstein-Rusteberg       | Gerbershausen  | |                |
| 064 | Linde am Friedhof                                                   | Winterlinde (Tilia cordata) | 51° 22′ 14,9″ N, 9° 56′ 43,8″ O  | Verwaltungsgemeinschaft Hanstein-Rusteberg       | Hohengandern   | |                |
| 065 | Linde am Wallgraben                                                 | Sommerlinde (Tilia platyphyllos) | 51° 23′ 11,8″ N, 10° 0′ 10,8″ O  | Verwaltungsgemeinschaft Hanstein-Rusteberg       | Marth          | | weitere Bilder |
| 066 | Linde auf dem Rusteberg                                             | Sommerlinde (Tilia platyphyllos) | 51° 23′ 6,4″ N, 10° 0′ 10,8″ O   | Verwaltungsgemeinschaft Hanstein-Rusteberg       | Marth          | |                |
| 067 | Birnbaum auf dem Feld                                               | Birne (Pyrus communis) | 51° 23′ 54,6″ N, 10° 0′ 46,8″ O  | Verwaltungsgemeinschaft Hanstein-Rusteberg       | Rustenfelde    | | Bild gesucht   |
| 068 | 2 Linden am Spritzenhaus                                            | Sommerlinde (Tilia platyphyllos) | 51° 23′ 34,8″ N, 10° 0′ 0″ O     | Verwaltungsgemeinschaft Hanstein-Rusteberg       | Rustenfelde    | |                |
| 069 | Linde am Friedhof                                                   | Sommerlinde (Tilia platyphyllos) | 51° 23′ 51,7″ N, 10° 3′ 7,6″ O   | Verwaltungsgemeinschaft Hanstein-Rusteberg       | Schachtebich   | |                |
| 070 | Efeu auf der Nordseite der Burgmauer der Burgruine Hanstein         | Gemeiner Efeu (Hedera helix) | 51° 20′ 22,9″ N, 9° 56′ 24,7″ O  | Verwaltungsgemeinschaft Hanstein-Rusteberg       | Bornhagen      | |                |
| 071 | Rotbuche an der Webelsburg                                          | Rotbuche (Fagus sylvatica) | 51° 19′ 13,1″ N, 10° 1′ 9,8″ O   | Verwaltungsgemeinschaft Hanstein-Rusteberg       | Fretterode     | | Bild gesucht   |
| 072 | Eiche im Ort                                                        | Stieleiche (Quercus robur) | 51° 17′ 31,6″ N, 9° 58′ 42,2″ O  | Verwaltungsgemeinschaft Hanstein-Rusteberg       | Wahlhausen     | |                |
| 073 | Schneiderstein                                                      | Buntsandsteinfelsen | 51° 21′ 42,1″ N, 9° 59′ 15″ O    | Verwaltungsgemeinschaft Hanstein-Rusteberg       | Arenshausen    | |                |
| 074 | Käsestein                                                           | Buntsandsteinfelsen | 51° 24′ 5,8″ N, 10° 1′ 36,1″ O   | Verwaltungsgemeinschaft Hanstein-Rusteberg       | Rustenfelde    | | weitere Bilder |
| 075 | Affenstein                                                          | Buntsandsteinfelsen | 51° 24′ 22″ N, 10° 3′ 3,2″ O     | Verwaltungsgemeinschaft Hanstein-Rusteberg       | Schachtebich   | | weitere Bilder |
| 076 | Linde an der alten Chaussee                                         | Winterlinde (Tilia cordata) | 51° 24′ 28,1″ N, 10° 7′ 40,1″ O  | Heilbad Heiligenstadt                            | Günterode      | | weitere Bilder |
| 077 | 3 Linden auf dem Dorfanger                                          | Winterlinde (Tilia cordata), Sommerlinde (Tilia platyphyllos) | 51° 25′ 19,6″ N, 10° 9′ 59″ O    | Heilbad Heiligenstadt                            | Günterode      | |                |
| 078 | Linde am Bildstock                                                  | Sommerlinde (Tilia platyphyllos) | 51° 25′ 33,2″ N, 10° 9′ 51,1″ O  | Heilbad Heiligenstadt                            | Günterode      | |                |
| 079 | Schwarzpappel an der Leine                                          | Schwarzpappel (Populus nigra) | 51° 22′ 23,2″ N, 10° 7′ 13,8″ O  | Heilbad Heiligenstadt                            | Heiligenstadt  | |                |
| 080 | Linde an der Kapelle auf der Bleibe                                 | Sommerlinde (Tilia platyphyllos) | 51° 22′ 3,4″ N, 10° 6′ 5,8″ O    | Heilbad Heiligenstadt                            | Heiligenstadt  | |                |
| 081 | Ulme im Heinrich-Heine-Park                                         | Bergulme (Ulmus glabra) | 51° 22′ 50,5″ N, 10° 8′ 18,2″ O  | Heilbad Heiligenstadt                            | Heiligenstadt  | |                |
| 082 | Linde am Jahnturnplatz                                              | Sommerlinde (Tilia platyphyllos) | 51° 22′ 51,2″ N, 10° 28′ 44,4″ O | Heilbad Heiligenstadt                            | Heiligenstadt  | |                |
| 083 | Linde am Steingraben                                                | Sommerlinde (Tilia platyphyllos) | 51° 22′ 54,5″ N, 10° 7′ 53″ O    | Heilbad Heiligenstadt                            | Heiligenstadt  | |                |
| 084 | Linde am Johanniterhaus                                             | Sommerlinde (Tilia platyphyllos) | 51° 22′ 56,3″ N, 10° 8′ 5,3″ O   | Heilbad Heiligenstadt                            | Heiligenstadt  | |                |
| 085 | 3 Linden auf der Rinne                                              | Sommerlinde (Tilia platyphyllos), Winterlinde (Tilia cordata) | 51° 22′ 16″ N, 10° 8′ 55″ O      | Heilbad Heiligenstadt                            | Heiligenstadt  | |                |
| 086 | Linde an der Klus                                                   | Sommerlinde (Tilia platyphyllos) | 51° 19′ 3,4″ N, 10° 8′ 53,2″ O   | Heilbad Heiligenstadt                            | Kalteneber     | | weitere Bilder |
| 087 | 2 Ginkgo auf dem Grundstück Schotte                                 | Ginkgo (Ginkgo biloba) | 51° 22′ 47,6″ N, 10° 7′ 38,3″ O  | Heilbad Heiligenstadt                            | Heiligenstadt  | |                |
| 088 | 2 Linden auf dem Warteberg                                          | Sommerlinde (Tilia platyphyllos) | 51° 19′ 21,7″ N, 10° 11′ 24″ O   | Heilbad Heiligenstadt                            | Flinsberg      | | weitere Bilder |
| 089 | Wasserfall der Geislede                                             | Wasserfall | 51° 22′ 44″ N, 10° 8′ 32,6″ O    | Heilbad Heiligenstadt                            | Heiligenstadt  | | weitere Bilder |
| 090 | 4 Linden am Friedhofsweg                                            | Sommerlinde (Tilia platyphyllos) | 51° 21′ 0″ N, 10° 11′ 58,2″ O    | Verwaltungsgemeinschaft Leinetal                 | Geisleden      | |                |
| 091 | Linde auf dem Berg                                                  | Sommerlinde (Tilia platyphyllos) | 51° 20′ 23,6″ N, 10° 11′ 14,3″ O | Verwaltungsgemeinschaft Leinetal                 | Geisleden      | |                |
| 092 | 2 Linden am Bildstock                                               | Sommerlinde (Tilia platyphyllos) | 51° 26′ 12,7″ N, 10° 9′ 33″ O    | Heilbad Heiligenstadt                            | Glasehausen    | |                |
| 093 | Linde am Stadtberg                                                  | Winterlinde (Tilia cordata) | 51° 20′ 2,4″ N, 10° 13′ 2,6″ O   | Verwaltungsgemeinschaft Leinetal                 | Heuthen        | |                |
| 094 | Linde am Bildstock                                                  | Winterlinde (Tilia cordata) | 51° 19′ 37,6″ N, 10° 13′ 19,2″ O | Verwaltungsgemeinschaft Leinetal                 | Heuthen        | | weitere Bilder |
| 095 | 3 Linden am Johannesberg                                            | Winterlinde (Tilia cordata), Sommerlinde (Tilia platyphyllos) | 51° 19′ 52″ N, 10° 13′ 9,8″ O    | Verwaltungsgemeinschaft Leinetal                 | Heuthen        | |                |
| 096 | 2 Linden auf dem Hungerberg                                         | Winterlinde (Tilia cordata), Sommerlinde (Tilia platyphyllos) | 51° 24′ 0″ N, 10° 6′ 10,8″ O     | Verwaltungsgemeinschaft Leinetal                 | Mengelrode     | |                |
| 097 | Eiche am westlichen Ortsrand                                        | Stieleiche (Quercus robur) | 51° 23′ 58,9″ N, 10° 5′ 55,3″ O  | Verwaltungsgemeinschaft Leinetal                 | Mengelrode     | |                |
| 098 | Eiche am Steneborn                                                  | Traubeneiche (Quercus petraea) | 51° 25′ 17″ N, 10° 14′ 56,4″ O   | Verwaltungsgemeinschaft Leinetal                 | Steinbach      | | Bild gesucht   |
| 099 | Feldeiche am Stöckeberg                                             | Stieleiche (Quercus robur) | 51° 24′ 5,4″ N, 10° 13′ 35″ O    | Verwaltungsgemeinschaft Leinetal                 | Bodenrode      | | Bild gesucht   |
| 100 | Linde am Bildstock                                                  | Winterlinde (Tilia cordata) | 51° 24′ 43,9″ N, 10° 5′ 40,9″ O  | Heilbad Heiligenstadt                            | Streitholz     | |                |
| 101 | Eiche auf dem Festplatz an der Trift                                | Stieleiche (Quercus robur) | 51° 23′ 47,8″ N, 10° 11′ 31,9″ O | Verwaltungsgemeinschaft Leinetal                 | Westhausen     | | Bild gesucht   |
| 102 | Linde am nördlichen Ortsausgang                                     | Sommerlinde (Tilia platyphyllos) | 51° 26′ 24,9″ N, 10° 9′ 18,2″ O  | Heilbad Heiligenstadt                            | Glasehausen    | |                |
| 103 | Eibe in der Ortslage                                                | Gemeine Eibe (Taxus baccata) | 51° 28′ 0,1″ N, 10° 18′ 33,1″ O  | Verwaltungsgemeinschaft Lindenberg/Eichsfeld     | Tastungen      | | Bild gesucht   |
| 104 | Linde am Ortsausgang                                                | Sommerlinde (Tilia platyphyllos) | 51° 28′ 41,9″ N, 10° 12′ 31″ O   | Verwaltungsgemeinschaft Lindenberg/Eichsfeld     | Böseckendorf   | |                |
| 105 | Eiche am Schützenvereinshaus                                        | Stieleiche (Quercus robur) | 51° 29′ 52,4″ N, 10° 22′ 0,8″ O  | Verwaltungsgemeinschaft Lindenberg/Eichsfeld     | Brehme         | | Bild gesucht   |
| 106 | Kaisereiche am Forsthaus Zehnsberg                                  | Traubeneiche (Quercus petraea) | 51° 24′ 37,4″ N, 10° 17′ 29,8″ O | Leinefelde-Worbis                                | Hundeshagen    | | Bild gesucht   |
| 107 | Eiche unterhalb der Wehnder Warte                                   | Stieleiche (Quercus robur) | 51° 28′ 27,1″ N, 10° 18′ 36″ O   | Verwaltungsgemeinschaft Lindenberg/Eichsfeld     | Tastungen      | | Bild gesucht   |
| 108 | Esskastanie beim ehemaligen Forsthaus Lindenberg                    | Esskastanie (Castanea sativa) | 51° 29′ 24″ N, 10° 16′ 50,2″ O   | Verwaltungsgemeinschaft Lindenberg/Eichsfeld     | Wehnde         | | Bild gesucht   |
| 109 | Eiche auf dem Eichplatz                                             | Stieleiche (Quercus robur) | 51° 28′ 13,8″ N, 10° 15′ 42,5″ O | Verwaltungsgemeinschaft Lindenberg/Eichsfeld     | Teistungen     | | Bild gesucht   |
| 110 | Eiche am ehemaligen Volksgut                                        | Stieleiche (Quercus robur) | 51° 27′ 25,2″ N, 10° 14′ 18,2″ O | Verwaltungsgemeinschaft Lindenberg/Eichsfeld     | Berlingerode   | | Bild gesucht   |
| 111 | Linde am Waldweg nördlich Bernterode                                | Sommerlinde (Tilia platyphyllos) | 51° 18′ 42,1″ N, 10° 9′ 37,4″ O  | Heilbad Heiligenstadt                            | Bernterode     | | Bild gesucht   |
| 112 | Eiche an der Kreuzung                                               | Stieleiche (Quercus robur) | 51° 18′ 39,6″ N, 10° 9′ 24,1″ O  | Heilbad Heiligenstadt                            | Bernterode     | |                |
| 113 | Fichte im Waldgebiet „Kleiner Mittelberg“                           | Gemeine Fichte (Picea abies) | 51° 13′ 12″ N, 10° 10′ 30,4″ O   | Verwaltungsgemeinschaft Ershausen/Geismar        | Döringsdorf    | Exakte Verortung nicht möglich, da nicht in amtlichen TKs eingezeichnet, das Flurstück ist (relativ) groß.                                                                        | Bild gesucht   |
| 114 | Linde bei der Eßmühle                                               | Sommerlinde (Tilia platyphyllos) | 51° 15′ 2,2″ N, 10° 9′ 53,6″ O   | Verwaltungsgemeinschaft Ershausen/Geismar        | Ershausen      | | Bild gesucht   |
| 115 | Eiche auf dem Friedhof                                              | Stieleiche (Quercus robur) | 51° 13′ 30,7″ N, 10° 8′ 34,4″ O  | Verwaltungsgemeinschaft Ershausen/Geismar        | Großtöpfer     | | Bild gesucht   |
| 116 | Birnbaum an der L 1007 nach Flinsberg                               | Birne (Pyrus communis) | 51° 17′ 35,5″ N, 10° 11′ 23,3″ O | Verwaltungsgemeinschaft Ershausen/Geismar        | Martinfeld     | Exakte Verortung nicht möglich, da nicht in amtlichen TKs eingezeichnet, das Flurstück ist (relativ) groß.                                                                        | Bild gesucht   |
| 117 | Angerlinde                                                          | Sommerlinde (Tilia platyphyllos) | 51° 16′ 51,2″ N, 10° 6′ 51,8″ O  | Verwaltungsgemeinschaft Ershausen/Geismar        | Rüstungen      | | Bild gesucht   |
| 118 | Angerlinde Volkerode                                                | Sommerlinde (Tilia platyphyllos) | 51° 15′ 32,4″ N, 10° 4′ 39,4″ O  | Verwaltungsgemeinschaft Ershausen/Geismar        | Volkerode      | | weitere Bilder |
| 119 | Linde an der Rosoppe                                                | Sommerlinde (Tilia platyphyllos) | 51° 17′ 21,5″ N, 10° 11′ 20,8″ O | Verwaltungsgemeinschaft Ershausen/Geismar        | Martinfeld     | | weitere Bilder |
| 120 | Eiche am Ortseingang Martinfeld                                     | Stieleiche (Quercus robur) | 51° 17′ 20″ N, 10° 10′ 43″ O     | Verwaltungsgemeinschaft Ershausen/Geismar        | Martinfeld     | |                |
| 121 | Fichte beim Schlittstein                                            | Gemeine Fichte (Picea abies) | 51° 16′ 44,4″ N, 10° 5′ 16,1″ O  | Verwaltungsgemeinschaft Ershausen/Geismar        | Wiesenfeld     | Wird in der amtlichen Karte (TK10) abweichend als Dicke Tanne bezeichnet. | Bild gesucht   |
| 122 | Eiche beim Gut Hessel                                               | Stieleiche (Quercus robur) | 51° 16′ 21,4″ N, 10° 4′ 29,3″ O  | Verwaltungsgemeinschaft Ershausen/Geismar        | Wiesenfeld     | | Bild gesucht   |
| 123 | Eiche am Teich beim Gut Hessel                                      | Stieleiche (Quercus robur) | 51° 16′ 19,9″ N, 10° 4′ 33,2″ O  | Verwaltungsgemeinschaft Ershausen/Geismar        | Wiesenfeld     | | Bild gesucht   |
| 124 | Eiche am Hesselweg                                                  | Stieleiche (Quercus robur) | 51° 16′ 19,2″ N, 10° 4′ 47,3″ O  | Verwaltungsgemeinschaft Ershausen/Geismar        | Wiesenfeld     | | Bild gesucht   |
| 125 | Große Linde oberhalb von Wiesenfeld                                 | Sommerlinde (Tilia platyphyllos) | 51° 16′ 19,2″ N, 10° 6′ 29,5″ O  | Verwaltungsgemeinschaft Ershausen/Geismar        | Wiesenfeld     | | Bild gesucht   |
| 126 | Esskastanie unterhalb des Greifenstein                              | Esskastanie (Castanea sativa) | 51° 13′ 46,2″ N, 10° 6′ 56,2″ O  | Verwaltungsgemeinschaft Ershausen/Geismar        | Kella          | Exakte Verortung nicht möglich, da nicht in amtlichen TKs eingezeichnet, das Flurstück ist (relativ) groß.                                                                        | Bild gesucht   |
| 127 | Esche an der L 2022 zwischen Kalteneber und Bernterode              | Gemeine Esche (Fraxinus excelsior) | 51° 18′ 42,1″ N, 10° 9′ 37,4″ O  | Heilbad Heiligenstadt                            | Bernterode     | | Bild gesucht   |
| 128 | Schlittstein                                                        | Buntsandsteinfelsen | 51° 16′ 40,8″ N, 10° 5′ 37,3″ O  | Verwaltungsgemeinschaft Ershausen/Geismar        | Wiesenfeld     | | Bild gesucht   |
| 129 | 3 Douglasien beim Altenstein                                        | Douglasie (Pseudotsuga menziesii) | 51° 17′ 3,1″ N, 10° 3′ 51,8″ O   | Asbach-Sickenberg                                | Asbach         | Exakte Verortung nicht möglich, da nicht in amtlichen TKs eingezeichnet, das Flurstück ist (relativ) groß.                                                                        | Bild gesucht   |
| 130 | Weißtanne im Forstrevier Stein                                      | Weißtanne (Abies alba) | 51° 17′ 34,4″ N, 10° 3′ 25,2″ O  | Asbach-Sickenberg                                | Asbach         | Exakte Verortung nicht möglich, da nicht in amtlichen TKs eingezeichnet, das Flurstück ist (relativ) groß.                                                                        | Bild gesucht   |
| 131 | Linde beim Steinerhof                                               | Sommerlinde (Tilia platyphyllos) | 51° 21′ 18,4″ N, 10° 0′ 45,4″ O  | Uder                                             | Birkenfelde    | |                |
| 132 | 2 Linden auf dem Sandsteinfelsen                                    | Sommerlinde (Tilia platyphyllos) | 51° 20′ 24″ N, 10° 4′ 0,5″ O     | Uder                                             | Lenterode      | |                |
| 133 | Linde auf dem Kirchberg                                             | Sommerlinde (Tilia platyphyllos) | 51° 19′ 54,1″ N, 10° 7′ 9,8″ O   | Uder                                             | Lutter         | |                |
| 134 | Linde am Asbach                                                     | Sommerlinde (Tilia platyphyllos) | 51° 21′ 10,8″ N, 10° 4′ 34″ O    | Uder                                             | Uder           | | weitere Bilder |
| 135 | Angerlinde vor der Kirche                                           | Sommerlinde (Tilia platyphyllos) | 51° 18′ 27″ N, 10° 2′ 1,3″ O     | Dietzenrode/Vatterode                            | Vatterode      | | weitere Bilder |
| 136 | Eiche auf dem Hirtenhöfchen                                         | Stieleiche (Quercus robur) | 51° 19′ 18,5″ N, 10° 3′ 31″ O    | Uder                                             | Wüstheuterode  | |                |
| 137 | 2 Linden an der Kirche                                              | Sommerlinde (Tilia platyphyllos) | 51° 21′ 16,9″ N, 10° 2′ 28,3″ O  | Uder                                             | Thalwenden     | |                |
| 138 | Schulfelsen                                                         | Buntsandstein | 51° 21′ 25,2″ N, 10° 2′ 28″ O    | Uder                                             | Thalwenden     | | weitere Bilder |
| 139 | Friedenseiche auf dem Friedhof                                      | Stieleiche (Quercus robur) | 51° 15′ 36,4″ N, 10° 18′ 31″ O   | Verwaltungsgemeinschaft Westerwald-Obereichsfeld | Büttstedt      | |                |
| 140 | Kastanienallee                                                      | Rosskastanie (Aesculus hippocastanum) | 51° 16′ 36,5″ N, 10° 15′ 49,3″ O | Verwaltungsgemeinschaft Westerwald-Obereichsfeld | Küllstedt      | | weitere Bilder |
| 141 | Linde am Klüschen Hagis                                             | Sommerlinde (Tilia platyphyllos) | 51° 17′ 31,2″ N, 10° 13′ 0,8″ O  | Verwaltungsgemeinschaft Westerwald-Obereichsfeld | Wachstedt      | | weitere Bilder |
| 142 | Linde am Gemeindebackhaus                                           | Sommerlinde (Tilia platyphyllos) | 51° 17′ 32,6″ N, 10° 14′ 53,2″ O | Verwaltungsgemeinschaft Westerwald-Obereichsfeld | Wachstedt      | |                |
| 143 | 10 Linden am Aarberg                                                | Winterlinde (Tilia cordata) | 51° 17′ 32,6″ N, 10° 15′ 2,5″ O  | Verwaltungsgemeinschaft Westerwald-Obereichsfeld | Wachstedt      | |                |
| 144 | Linde in der Nähe der Burg Gleichenstein                            | Sommerlinde (Tilia platyphyllos) | 51° 17′ 46″ N, 10° 12′ 38,2″ O   | Verwaltungsgemeinschaft Westerwald-Obereichsfeld | Wachstedt      | | Bild gesucht   |
| 145 | Linde in der Schulstraße                                            | Sommerlinde (Tilia platyphyllos) | 51° 17′ 38,4″ N, 10° 14′ 47,8″ O | Verwaltungsgemeinschaft Westerwald-Obereichsfeld | Wachstedt      | | weitere Bilder |
| 146 | Linde am alten Schützenplatz                                        | Winterlinde (Tilia cordata) | 51° 16′ 35,4″ N, 10° 16′ 26,4″ O | Verwaltungsgemeinschaft Westerwald-Obereichsfeld | Küllstedt      | | weitere Bilder |
| 147 | 3 Linden am Stationsweg                                             | Winterlinde (Tilia cordata) | 51° 16′ 34″ N, 10° 16′ 19,2″ O   | Verwaltungsgemeinschaft Westerwald-Obereichsfeld | Küllstedt      | |                |
| 148 | Wasserfall der Lutter                                               | natürlicher Wasserfall | 51° 15′ 0,3″ N, 10° 13′ 25,3″ O  | Verwaltungsgemeinschaft Westerwald-Obereichsfeld | Großbartloff   | | weitere Bilder |
| 149 | Wilbicher Schüssel                                                  | geologischer Aufschluss | 51° 14′ 36,6″ N, 10° 12′ 13″ O   | Verwaltungsgemeinschaft Westerwald-Obereichsfeld | Großbartloff   | | Bild gesucht   |
| 150 | Neunbörner Quellen                                                  | natürliches Quellgebiet | 51° 15′ 33,5″ N, 10° 14′ 54,2″ O | Verwaltungsgemeinschaft Westerwald-Obereichsfeld | Effelder       | | weitere Bilder |
|     | Bickenriede – zwei Erdfälle genannt die „Die Hünenlöcher“           | Erdfälle | 51° 16′ 25″ N, 10° 18′ 53,3″ O   | Dingelstädt                                      | Bickenriede    | Zwei benachbarte Erdfälle mit je etwa 25 m Durchmesser und 5 m Tiefe im Waldgebiet Hollau nordwestlich von Bickenriede. Mit einigen großen Eichen bewachsen, seit 1941 geschützt. | Bild gesucht   |
|     | Bickenriede – Erdfall bei der Lengefelder Warte                     | Erdfall | 51° 16′ 48,4″ N, 10° 21′ 32″ O   | Dingelstädt                                      | Bickenriede    | Erdfall mit etwa 50 m Durchmesser und 7 m Tiefe im Waldgebiet Appental etwa 300 m westlich der Lengefelder Warte. Mit Rotbuchen bewachsen, seit 1941 geschützt.                   | Bild gesucht   |
|     | Beberstedt – Linden auf dem Hellborn                                | Sommerlinde | 51° 18′ 33,8″ N, 10° 24′ 18″ O   | Dingelstädt                                      | Beberstedt     | Zwei von drei ursprünglich geschützten Linden und ein Ersatzbaum nordwestlich der Ortslage neben dem Hochbehälter. Seit 1936 geschützt.                                           |                |
|     | Beberstedt – Maulbeerbaum                                           | Weiße Maulbeere (Morus alba) | 51° 18′ 42,1″ N, 10° 24′ 25,2″ O | Dingelstädt                                      | Beberstedt     | Etwa 150 Jahre alter, 7,50 m hoher Baum mit 2,25 m Umfang auf Privatgrundstück gegenüber dem Friedhof. Seit 1936 geschützt.                                                       | Bild gesucht   |
|     | Bickenriede – Zwei alte Stieleichen am Schnepperweg                 | Stieleichen | 51° 16′ 0,5″ N, 10° 19′ 21″ O    | Dingelstädt                                      | Bickenriede    | Etwa 500 Jahre alte, 21 und 22 m hohe Bäume mit 5,55 m und 5,65 m Umfang nördlich vom Kloster Anrode am Wegrand zum Waldgebiet Hollau. Seit 1941 geschützt.                       | Bild gesucht   |
|     | Bickenriede – Lindenpaar                                            | Sommerlinden | 51° 15′ 37,1″ N, 10° 19′ 45,8″ O | Dingelstädt                                      | Bickenriede    | Etwa 200 Jahre alte, 35 und 40 m hohe Bäume mit 6,50 m und 5,20 m Umfang am Ufer der Luhne nordöstlich vom Kloster Anrode. Seit 1941 geschützt.                                   | Bild gesucht   |
|     | Bickenriede – Schwedische Mehlbeere am ehemaligen Forsthaus Neuhaus | Schwedische Mehlbeere (Sorbus intermedia) | 51° 16′ 33,2″ N, 10° 20′ 1,3″ O  | Dingelstädt                                      | Bickenriede    | Etwa 120 Jahre alte, 13 m hoher Baum mit 2,60 m Umfang am Ufer der Luhne nordöstlich vom Kloster Anrode. Seit 1980 geschützt.                                                     | Bild gesucht   |
|     | Dorflinde am Obertor                                                | Winterlinde | 51° 15′ 10,8″ N, 10° 22′ 17,4″ O | Dingelstädt                                      | Anrode         | In der Ortslage, Büttstedter Straße, am ehemaligen Obertor. | Bild gesucht   |
|     | Bickenriede – Gemeine Esche am Kloster Anrode                       | Gewöhnliche Esche (Fraxinus excelsior) | 51° 15′ 39,6″ N, 10° 19′ 35,4″ O | Dingelstädt                                      | Bickenriede    | Etwa 200 Jahre alter, 24 m hoher Baum mit 5 m Umfang am Weg vom Kloster zum Forsthaus. Seit 1941 geschützt.                                                                       |                |